# غريغ بوبوفيتش

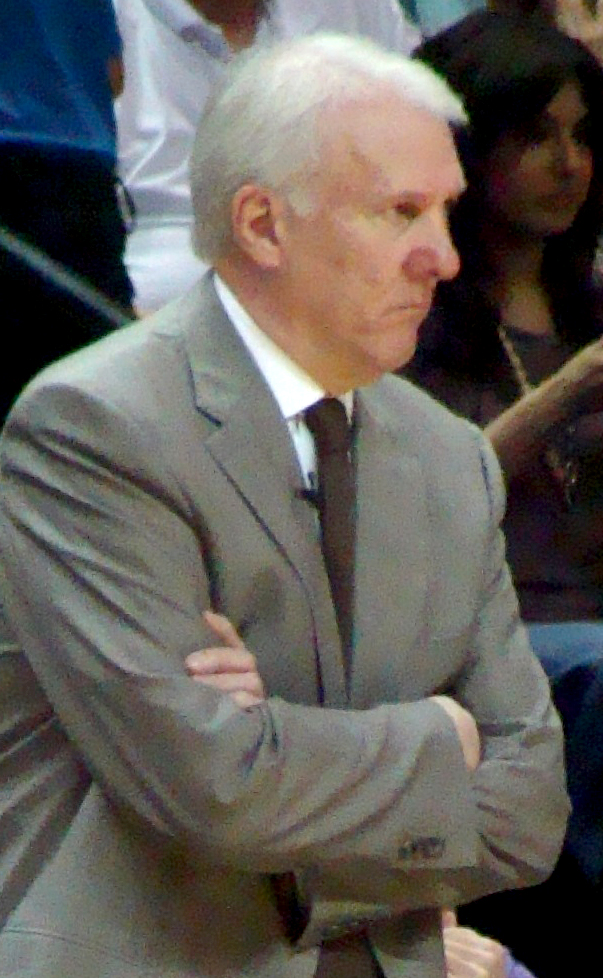
غريغ بوب

غريغ بوبوفيتش (بالإنجليزية: Gregg Popovich) «بوب» (ولد في 28 يناير 1949م) هو مدرب كرة سلة أمريكي والذي يشغل حالياً منصب المدرب الرئيسي لـسان أنطونيو سبرز. منذ توليه تدريب الـ سبرز في عام 1996م، يعتبر بوبوفيتش المدرب الأكثر بقاءً ليس في الدوري الأمريكي لكرة السلة للمحترفين فحسب بل في الدوريات في الأربع ألعاب الكبرى في أمريكا. غالباً يدعى بـ «المدرب بوب» أو «بوب». تمكن بوبوفيتش من تحقيق خمسة بطولات للدوري الأمريكي لكرة السلة للمحترفين مع سان أنطونيو سبرز.

## من إنديانا إلى أكاديمة القوات الجوية
ولد بوبوفيتش في مدينة «شرق شيكاغو» في ولاية إنديانا من أب صربي وأم من أصول كرواتية حيث تخرج من المرحلة الثانوية هناك. في عام 1970م تخرج من أكاديمية القوات الجوية الأمريكية حيث لعب كرة السلة لأربع مواسم مع فريق الأكاديمية إلى أن أصبح قائد الفريق وهدافه في آخر سنة. تخرج بوبوفيتش من الأكاديمية بدرجة البكالوريوس في تخصص الدراسات السوفيتية.

## روابط خارجية
- غريغ بوبوفيتش على موقع كلية كرة السلة في سبورتس رفرنس.كوم (الإنجليزية)
- غريغ بوبوفيتش على موقع سبورتس رفرنس (الإنجليزية)
- غريغ بوبوفيتش على موقع أوليمبيديا (الإنجليزية)